# الفساد في جورجيا
كان الفساد في جورجيا مشكلةً في عقود ما بعد السوفييت. قبل ثورة الزهور عام 2003 وفقًا لمجلة فورين بوليسي، كانت جورجيا من بين أكثر الدول فسادًا في جميع بلدان أوراسيا. خفّ مستوى الفساد بشكل كبير بعد الثورة. في عام 2010، قالت منظمة الشفافية الدولية (تي آي) إن جورجيا كانت «أفضل مُحارِبة للفساد في العالم». قُضي على المستوى المنخفض للفساد بشكل فعلي في السنوات الأخيرة. يُصنِّف مؤشر مدركات الفساد في منظمة الشفافية الدولية لعام 2017 جورجيا في المرتبة 46 من بين 180 دولة.
في يناير 2012، وصف البنك الدولي جورجيا بأنها «نجاحٌ فريد» للعالم في مكافحة الفساد. قال فيليب لو هويرو: إنّ «تجربة جورجيا تُظهر أن الحلقة المُفرغة للفساد المستشري يمكن كسرها، وبإصلاحات مناسبة وحاسمة، يمكن أن تتحول إلى حلقة قوية». تعد جورجيا «الدولة الوحيدة بعد الاتحاد السوفيتي في العقد الماضي التي حققت تقدمًا مفاجئًا» في معالجة الفساد وفقًا للفورين بوليسي.
لاحظت مجموعة دول مجلس أوروبا لمكافحة الفساد في جولتها التقييمية الرابعة أن جورجيا قد نجحت إلى حد كبير في القضاء على الفساد الصغير، ومع ذلك نوقش أيضًا تغيّر شكل الفساد في جورجيا في السنوات الأخيرة. على سبيل المثال، ظهر «نظام الزبونية» إذ تُخصص قيادة البلاد الموارد من أجل توليد الولاء والدعم الذي تحتاجه للبقاء في السلطة.

## الحكومة
بفضل التنفيذ القوي، اختفى الكسب غير المشروع على المستوى المنخفض للخدمة المدنية منذ أن أصبح ساكاشفيلي رئيسًا. لا شك أن بعض الأموال الحكومية، مثل أموال الرئيس، تستمر بالعمل دون مساءلة كافية. تُدفع المكافآت من قبل الوكالات الحكومية على أساس اعتباطي. أشار تقرير عام 2011 إلى أن الزعماء السياسيين استخدموا الموارد العامة للحفاظ على حكم حزبهم في النظام السياسي. وأيضًا، استمرارية شبكات محسوبية قوية، ومن الشائع أن يدمج الموظفون العموميون وظائفهم مع مشروع خاص.
حددت منظمة الشفافية الدولية تأثير الحكومة على الهيئات التنظيمية على أنها فاتحة فرص للفساد. كُلّفت لجنة الاتصالات الوطنية بتنفيذ القوانين بشكل انتقائي، على سبيل المثال في منح ورفض تراخيص البث، ولم تُطبق القاعدة ضد الهيئات الحكومية التي تملك تراخيص بث أو الهيئات الحكومية التي ترعى الكيانات الإعلامية. 
علاوة على ذلك، فإن الرقابة على الميزانية العامة ضعيفة، واعتبارًا من عام 2011، لم تقم وزارة الدفاع ووزارة الشؤون الداخلية وغيرها من الهيئات الحكومية ببدء التدقيق الداخلي. انتقدت منظمة الشفافية الدولية لجورجيا وزارة الشؤون الداخلية للمراقبة المفرطة للاتصالات الإلكترونية الخاصة ولوضع موظفيها بشكل غير قانوني في وكالات حكومية مستقلة.
إنّ كلًا من السلطة التشريعية والقضائية وكذلك وسائل الإعلام والمجتمع المدني ضعيفة مقارنة بالسلطة التنفيذية. الشفافية والمساءلة أضعف في الحكومات الجورجية المحلية منها في الحكومة الوطنية. يُعفى أعضاء مجلس المدينة غير المتلقين للرواتب من قواعد النزاهة التي تنطبق على المسؤولين الوطنيين.

## التعليم
بعد الركود في أوائل التسعينيات من القرن العشرين، كان الأساتذة يكسبون القليل جدًا لدرجة أنهم كانوا يحتاجون إلى رشاوي لسد احتياجاتهم. عادةً ما يكملون دخلهم من خلال فرض «رسوم» لامتحانات القبول، ونتيجة لذلك يمكن للمتقدمين إلى جامعة ولاية تبليسي دفع ما يصل إلى 30,000  دولار رشوة لضمان القبول والحصول على أعلى الدرجات. تغير هذا في عام 2002، عندما أنشأ البنك الدولي مركزًا وطنيًا للتقييم والامتحانات قام بتطوير اختبارات تقييم صارمة. وبناءً على ذلك، أعلنت فورين بوليسي في عام 2015 إنّ الطلاب الذين اجتازوا الامتحانات على مدى العقد الماضي هم مدينون بنجاحهم لتعليمهم الشامل وليس لأي أنظمة محسوبيات.

## وسائل الإعلام
وسائل الإعلام هي أحد القطاعات التي ارتفعت فيها فرص الفساد في عهد ساكاشفيلي. كان نظامه وراء الاستيلاء على وسائل الإعلام الرائدة عبر المصالح التجارية الموالية، ونتيجة لذلك «اختفى تدريجيًا» انتقاد السلطات من التلفاز، جنبًا إلى جنب مع برامج التحقيق.

## جهود مكافحة الفساد
وُضع الإصلاح الاقتصادي ومكافحة الفساد على رأس الأجندة السياسية للحكومة الجورجية بقيادة الرئيس السابق ساكاشفيلي. منذ عام 2004، أحرزت جورجيا تقدمًا هائلًا في الحملة ضد الفساد وإعادة الحكم الصالح. كان الحل الكامل لشرطة المرور الفاسدة في عام 2004 وإنشاء مجلس مكافحة الفساد المشترك بين الوكالات في عام 2008 مثالين ناجحين على الإصلاح. قُضي على مستويات الفساد المنخفضة في السنوات الأخيرة. أشادت كلٌّ من «أو إي سي دي» والبنك الدولي بنجاح جورجيا الفريد في مكافحة الفساد.
عزا البنك الدولي، على سبيل المثال، نجاح جورجيا في مكافحة الفساد إلى العوامل التالية: «ممارسة إرادة سياسية قوية؛ ترسيخ مصداقية مبكرة؛ شن هجوم مباشر؛ جذب موظفين جدد؛ الحد من دور الدولة؛ تبني أساليب غير تقليدية؛ التنسيق عن قرب؛ تكييف التجربة الدولية على الأوضاع المحلية، وتسخير التكنولوجيا، واستخدام الاتصالات بشكل استراتيجي». إن درس نجاح جورجيا في محاربة الفساد وفقًا لصحيفة الإيكونومست هو أن «القيادة والإرادة السياسية أمران مهمان»، وكذلك «ترسيخ المصداقية المبكرة». كان القضاء على الفساد في جورجيا جزءًا من جهد شبه تحرري لتقليل حجم الدولة وإحداث فرص أقل للكسب غير المشروع. يتلقى الموظفون الجدد في الحكومة وذوي نظام التعليم الغربي إلى حد كبير راتبًا مرتفعًا يكفي لثني إغراء الفساد.
يتكون المجلس المشترك بين الوكالات لمكافحة الفساد، المشكّل في عام 2008، من أعضاء من مختلف الوكالات الحكومية ومجموعات المجتمع المدني وجمعيات رجال الأعمال، وهو مسؤول عن تنسيق الكفاح ضد الفساد ووضع استراتيجياته ومراقبته. تعتبر فعالية وزارة العدل مشكوك فيها بسبب محدودية الموارد. تتولى وزارة مكافحة الفساد التابعة لوزارة الشؤون الداخلية، المشكّلة عام 2012، مسؤولية مكافحة الفساد. 
مكتب تدقيق الأموال الحكومي (إس إيه أو) مسؤول عن مراجعة الإنفاق العام، لكنه يفتقر إلى الموارد اللازمة لمراجعة الأموال بعمق كافٍ ويرتبط ارتباطًا وثيقًا بالمنشأة السياسية. في عام 2012، لم ينفذ «إس إيه أو» قواعد تمويل الحملات بموضوعية. في الواقع، استقال رئيس ونائب رئيس «إس إيه أو» منها لخوض الانتخابات كمرشحين من الحزب الحاكم للبرلمان في ذلك العام. من ناحية أخرى، فإن رئيس «إس إيه أو» الحالي لا يمت بصلة إلى الحكومة الحاكمة الجديدة. 
مُدحت وكالة المشتريات والمنافسة الحكومية، التي تنسق وتراقب العقود العامة، لنهجها الشفاف تجاه المشتريات العامة. منذ عام 2013، نشرت جورجيا جميع العقود العامة عبر الإنترنت مع استثناء بعضها لأسباب أمنية وطنية أو بسبب استثناءات محددة، مثل تلك المطبقة على السكك الحديدية الجورجية. يمكن لمنتقدي عقود المشتريات المعروضة تقديم طلبات عبر الإنترنت.
كان لتحسين تطبيق القانون منذ عام 2004 تأثير كبير على جهود مكافحة الفساد. وفقًا لتقييم نظام النزاهة الوطني لعام 2011، تُعد وكالات تنفيذ القانون من بين أقوى المؤسسات في جورجيا، رغم أن التقييم انتقد أيضًا مستويات الشفافية والمساءلة المنخفضة لهذه الوكالات. 
لعبت منظمات المجتمع المدني القوية في جورجيا، على الرغم من نقص التمويل والاعتماد بشكل كلي تقريبًا على المساعدات الخارجية، دورًا في تشجيع إصلاحات مكافحة الفساد، مثل تشجيع التحسينات في قانون تمويل الحملات الانتخابية، ومراقبة تحقيق التزامات البلاد الدولية بمكافحة الفساد. أشادت منظمة الشفافية الدولية لجورجيا بمكتب الخدمة المدنية (سي إس بي) لتحسينه نظام الكشف عن الأصول.